# Kindle Fire
Kindle Fire 是一款由亞馬遜公司於2011年9月28日推出的平板電腦，屬於Kindle電子書閱覽器系列產品。Kindle Fire擁有一片七英寸的多點觸控式電容觸控式螢幕，該螢幕採用了IPS材質。Kindle Fire的正面面積為7.5 × 4.7吋，可視屏幕面積為4 × 6吋。Kindle Fire還搭載了一個由亞馬遜深度定制的Google Android操作系統。該系統內置了亞馬遜的服務，包含亞馬遜電子商店、媒體電影、在線電視和Kindle系列的在線電子書。
Kindle Fire於2011年11月中旬首先在美國發售，上市售價為$199美元。
2012年8月的市場調查報告顯示，在Kindle Fire停止銷售之前，該型裝置在美國市場的市占率約為22%，同時間iPad的市占率則下滑至約50%。

## 設計
Kindle Fire擁有自己的用戶界面，該用戶界面基於Google的Android 2.3薑餅操作系統。內部採用一顆1GHz 德州儀器OMAP4代的雙核處理器，觸控螢幕分辨率為1024×600，大小為七英寸，與之前的亞馬遜Kindle產品不同的是Kindle Fire的螢幕是彩色的。
聯外裝置支持802.11n和Wi-Fi無線網路，以及USB 2.0連接埠，並且內置8GB的儲存空間，但沒有記憶卡插槽可擴充空間。官方宣稱Kindle Fire的儲存空間可以支持用戶安裝80多個應用程式、超過十部高畫質電影、800首MP3或6,000多部電子書。
Kindle Fire還內置了Amazon Appstore，以及一個使用Amazon EC2技術的雲端瀏覽器Amazon Silk和其他亞馬遜服務。用戶可以利用內置的亞馬遜雲端儲存服務額外獲得更大的儲存空間，且內置的電子郵件應用服務可以允許用戶使用所有商業郵箱和其他電子郵箱，例如Gmail、Yahoo!、Hotmail、AOL Mail等等，並能隨時隨地獲取郵件。
Kindle Fire可支持.azw、TXT、PDF、MOBI、Audible（Audible Enhanced (AA, AAX)）、DOC、DOCX、JPEG、GIF、PNG、BMP、non-DRM AAC、MP3、MIDI、OGG、WAV、MP4、VP8等多種格式文件。

## 特點
Kindle Fire可透過亞馬遜訂閱服務免費觀看超過上百萬部正版電影、電視節目、應用程式、遊戲、歌曲、電子書、新聞、有聲讀物、雜誌和文檔。但免費及付費的數位內容服務下載及觀看僅能在美國境內使用，Amazon公司預定於2012年開放日本也能使用。

## 外部連結
- Official website （页面存档备份，存于）官方網站